# Melochia werdermannii
Melochia werdermannii là một loài thực vật có hoa trong họ Cẩm quỳ. Loài này được Goldberg mô tả khoa học đầu tiên năm 1967.